# 名古屋カレーうどん
名古屋カレーうどん（なごやカレーうどん）は、愛知県名古屋市のご当地麺料理（カレーうどん）の一種である。
同市内には、カレーうどん専門店が至る所にあり、「独特の麺食文化」が育まれている。

## 特徴
「カレーうどん」という料理自体は、明治末期の1908年（明治41年）頃、東京都新宿区早稲田の「三朝庵」が、洋食屋に奪われた客足を取り戻そうと考案したものが起源とされる。カレーライスが国民食として広まったのと同様、カレーうどんも2019年（令和元年）現在では、日本中のうどん・そば屋で食べられる、ポピュラーな麺料理の1つとなっている。
しかし、一般的なカレーうどんは、鰹節など、うどん全般に使用される和風だしのつゆをベースに、カレー粉を溶き、片栗粉でとろみをつけた、言わば「カレー風味のあんかけうどん」に近いようなものが多い。
これに対し、本項目で解説する「名古屋カレーうどん」は、後述するように、全国のものとは違う特徴があることから、名古屋めしの一種とみなされることが多い。
名古屋カレーうどんのスープは、ラーメンのスープなどに使用される鶏ガラスープをベースに、インドカレー並に何種類ものスパイスを独自にブレンドし、辛み・香りを出した上でカレーを作り、さらに魚介類系の和風だしを加えて作る。スパイス・ダシのブレンドは、店ごとに異なり、それが店ごとに異なった多様な味を演出している。
後述の「鯱乃家」の場合、鶏ガラに加え、薬味（香味野菜）のスープと、鰹節ベースの魚節系スープの、2種類の出汁をミックスする。その上で、東海地方独特の白醤油で溶いたカレースパイスと、前述の出汁を混ぜ合わせて作る。この独自の組み合わせにより、カレーの芳香・スープのうまみが、互いの魅力を引き立て合い、両立する。
スープのとろみを出すのは、全国版のカレーうどんと異なり、片栗粉ではなく小麦粉である。この「どろり」とした、ダシとカレーが一体化して非常に濃厚な、ポタージュ状のカレースープに、コシが強くもっちりした、カレースープの濃厚さに負けない、極太のうどんを入れて提供する。うどんの麺汁にカレーを入れるというより、カレーにうどん麺を入れるという表現が合うのが、名古屋のカレーうどんである。
普通のカレーをうどんにかけた、一般的な「カレーうどん」とは異なり、片栗粉を入れなくてもとろみがあり、麺に絡みやすく、麺をすすってもスープが飛び散りにくい。2種類の出汁、様々なスパイスが効いたカレールウが、噛み応えのある極太の麺に絡み、独特の風味が味わえる。
具は油揚げ、ねぎ、豚肉を入れる場合が多いが、牛肉や鶏肉、かまぼこなど、他の具材が入ることもある。
カレーのスパイスの主成分はターメリック（ウコン）であることから、名古屋カレーうどんは二日酔い防止にも効果があるとされる。そのため、名古屋の酒好きの間では、飲酒後のシメにカレーうどんを食べる食習慣もあるという。その先駆けとなった、「うどん錦」（愛知県名古屋市中区錦三丁目18番11号、北緯35度10分13.747秒 東経136度54分19.356秒）は、名古屋屈指の飲み屋街・錦三（錦三丁目）にあり、深夜2時まで営業していることから、1982年（昭和57年）に創業して以来、この食習慣を広めるきっかけとなった。2017年12月7日、日本テレビ系列（讀賣テレビ放送制作、中京圏では中京テレビにて放送）で放送された、「秘密のケンミンSHOW」では、この「うどん錦」・後述の「若鯱家」を含め、錦一帯の名古屋カレーうどんが、「錦の人気のシメ料理の一つ」として取り上げられた。
また、うどんの代わりに、同じく名古屋めしとして知られるきしめんを入れた、「カレーきしめん」を提供している店舗もある。

## 歴史
2018年（平成30年）現在では、「若鯱家」などのようにメインメニューにした専門店もあちこちにあるほど普及している「名古屋カレーうどん」は、1976年（昭和51年）創業の「本店 鯱乃家」（ほんてん しゃちのや、名古屋市北区田幡二丁目14番1号、北緯35度11分46.76秒 東経136度54分37.25秒。名古屋市営地下鉄名城線 黒川駅から徒歩で約1分）が元祖となった。
当初「若鯱家」の暖簾名で創業した「鯱乃家」は、独自の製法で作り上げたカレーうどんが名物料理となり、人気を集めた。名古屋市内の既存のうどん店も「若鯱家」に対抗すべく、次々とカレーうどんに力を入れるようになり、それぞれに工夫を凝らして、看板商品となる味を生み出していった。
「若鯱家」はその後、1985年（昭和60年）頃になると、4人の弟子を育てて暖簾分けし、そのカレーうどんの味は本店を含め4店（後述の極楽・清明山・犬山の3店）に引き継がれた。しかし、本店で働いていた従業員が「若鯱家」という店名を、創業者が商標登録する前に登録し、店を退職した上でフランチャイズ化した。これに反発した本店側は、従業員を提訴し、商標登録の是非を巡って民事裁判で争った。
1992年（平成4年）、黒川の本家「若鯱家」は、現在の「鯱乃家」に店名を変更した。そのため2018年（平成30年）現在、同店の暖簾・路上看板は「鯱乃家」の名前となっているが、2階部分に取り付けられた看板は「若鯱家」のままである（#ギャラリー参照）。
このように業界内での対立の歴史もあったが、チェーン「若鯱家」は、ショッピングセンターへの出店に力を入れ、ファミリー層から年配者層まで幅広い層の支持を得たことで、新しい販売エリア・客層の開拓に成功し、2018年（平成30年）現在では東海三県（愛知県・岐阜県・三重県）への展開のみならず、東京23区を含めた関東地方にも進出している。その一方で「鯱乃家」など、町場の老舗店・個人店は、通の客を獲得し、地元の常連を取り込むことに成功した。
このように業界全体の大きなうねりにより、「名古屋カレーうどん」は名古屋市民の間に満遍なく浸透していった。21世紀現在では、「鯱乃家」と共同開発したチルド生麺・鍋焼きうどんが、ともに寿がきや食品から発売され、東海三県のスーパーマーケットで販売されているほか、チェーン展開する「若鯱家」も日本全国に向け、日清食品から冷凍食品としてカレーうどんを発売している。
その後も「鯱乃家」から暖簾分けした他の3店は、それぞれ「若鯱家」を名乗って営業し、それぞれ微妙に味が異なるため、その中から好みの味の店舗を持つ人もいた。しかし2018年現在、「若鯱家 極楽本店」（名古屋市名東区極楽三丁目47、北緯35度9分17.933秒 東経136度1分8.429秒）・「若鯱家 清明山店」（名古屋市千種区上野一丁目7番22号、北緯35度10分54.332秒 東経136度57分1.476秒）・「若鯱家 犬山店」（愛知県犬山市西北野107-8、北緯35度20分3.582秒 東経136度56分58.905秒）は既に閉店しており、本家系列の「若鯱家」として営業しているのは、「本店 鯱乃家」を除くと「若鯱家分家 歩々亭」（愛知県小牧市中央1丁目389、北緯35度17分16.1秒 東経136度55分31.941秒）のみとなっている。

## ギャラリー

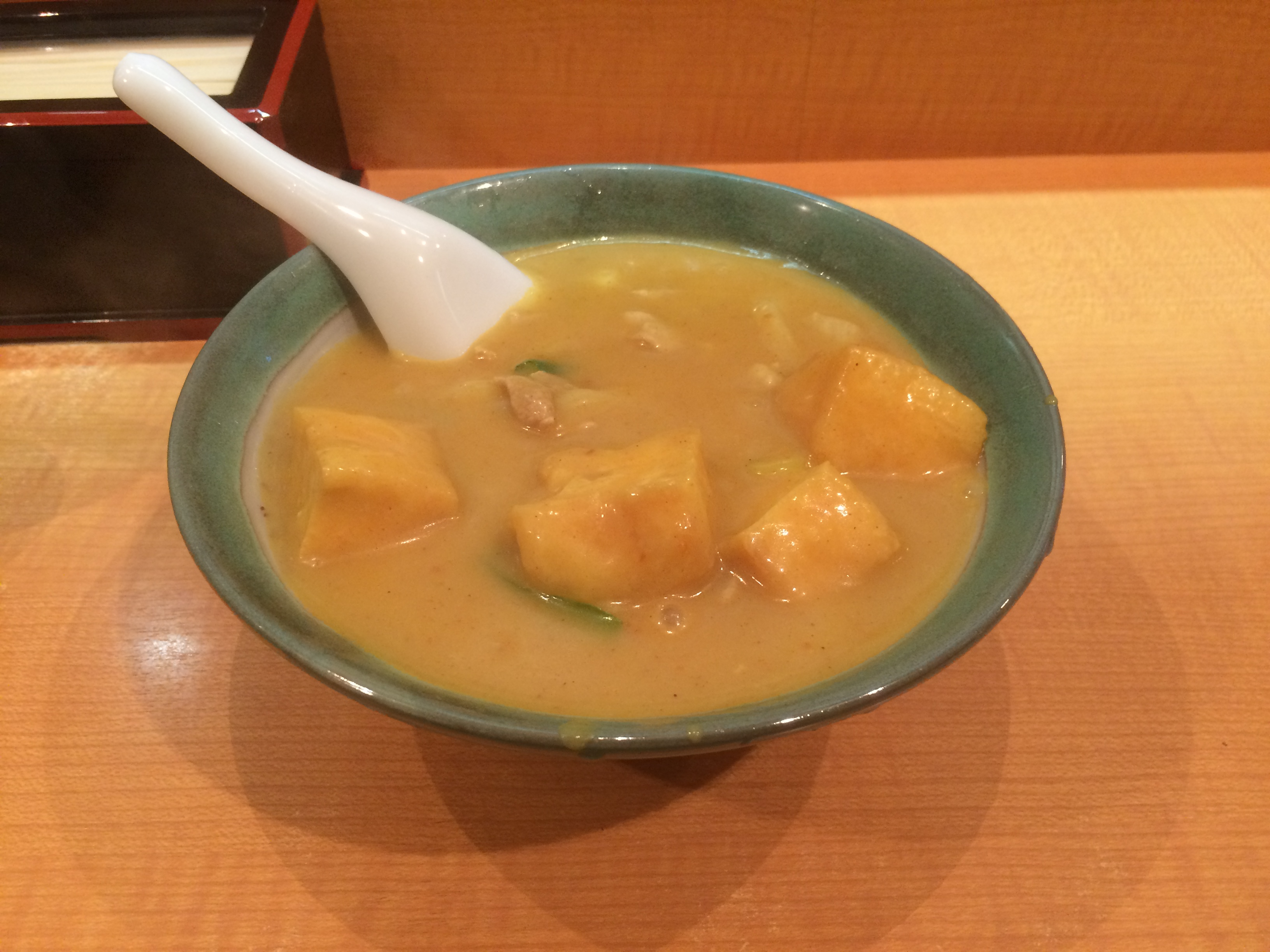
飲酒後のシメの食事として人気がある「うどん錦」の名古屋カレーうどん
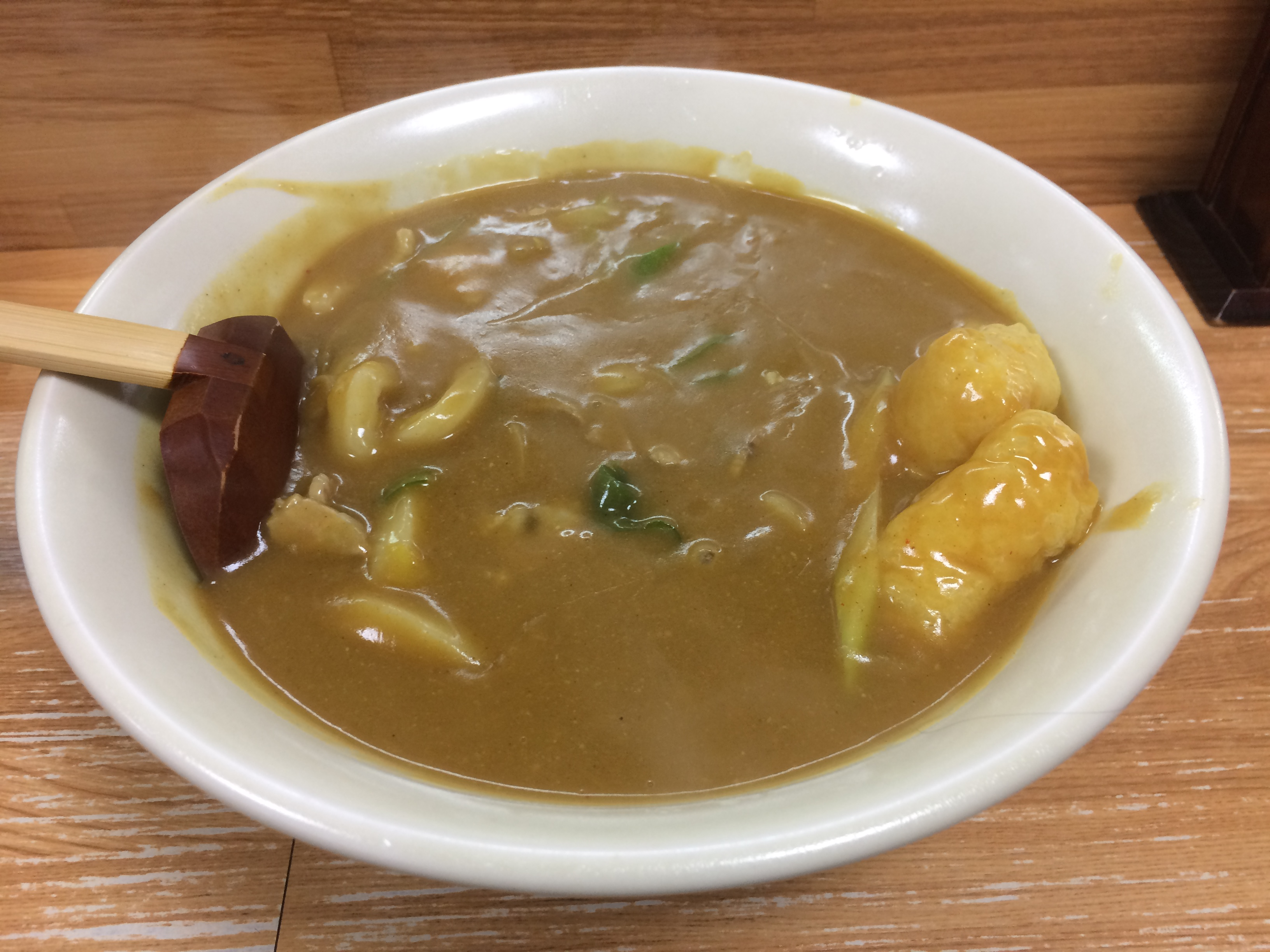
「鯱乃家」（旧・若鯱家）の系譜を継いでいた「若鯱家 清明山店」（2017年10月閉店）の名古屋カレーうどん
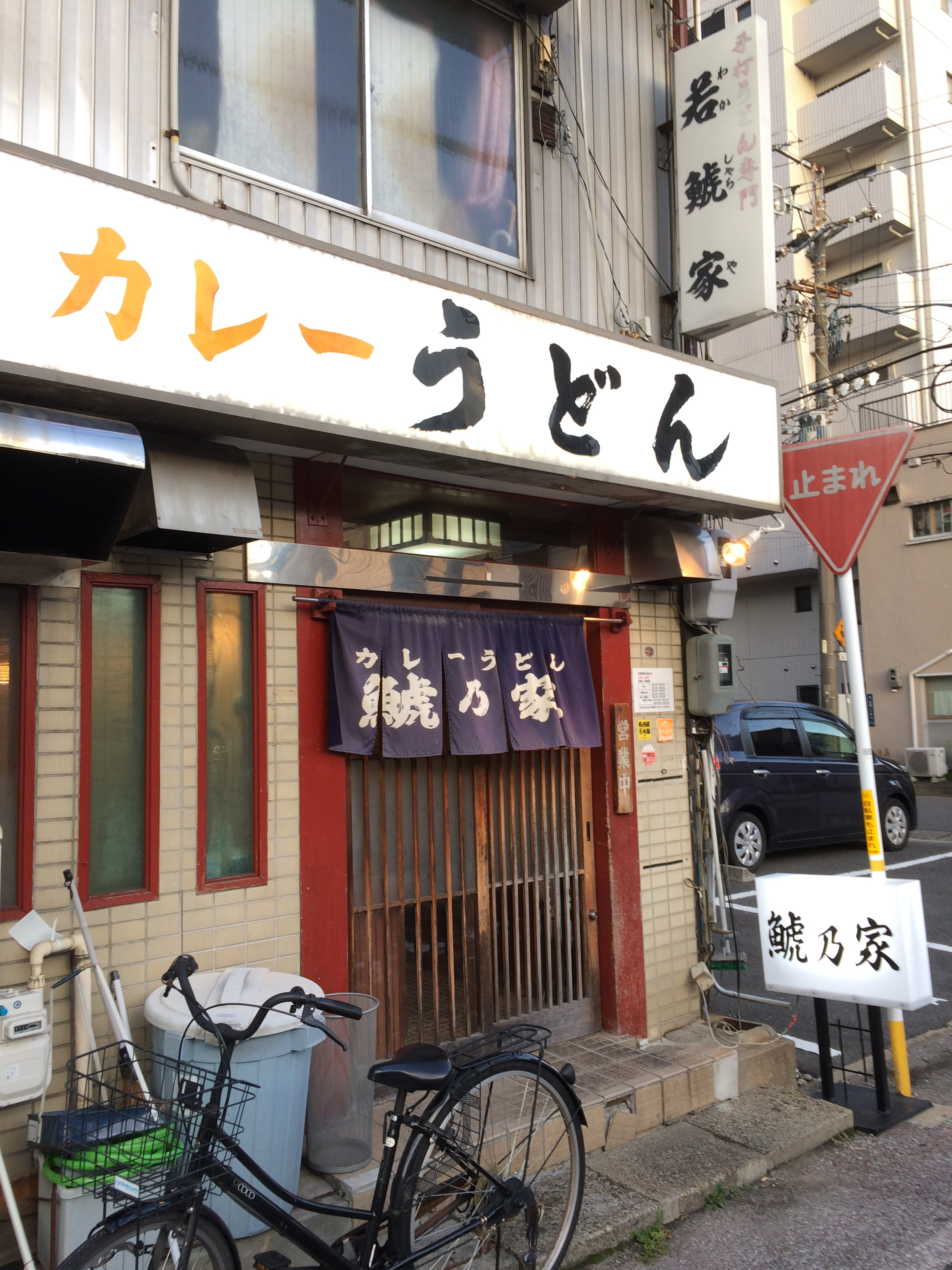
「本店 鯱乃家」の店舗外観。暖簾・路上看板は「鯱乃家」の名前となっているが、2階部分に取り付けられた看板は「若鯱家」のままである。2018年4月25日撮影。